# Armonio de fuelle manual
Para un instrumento similar, véase armonio de pedal

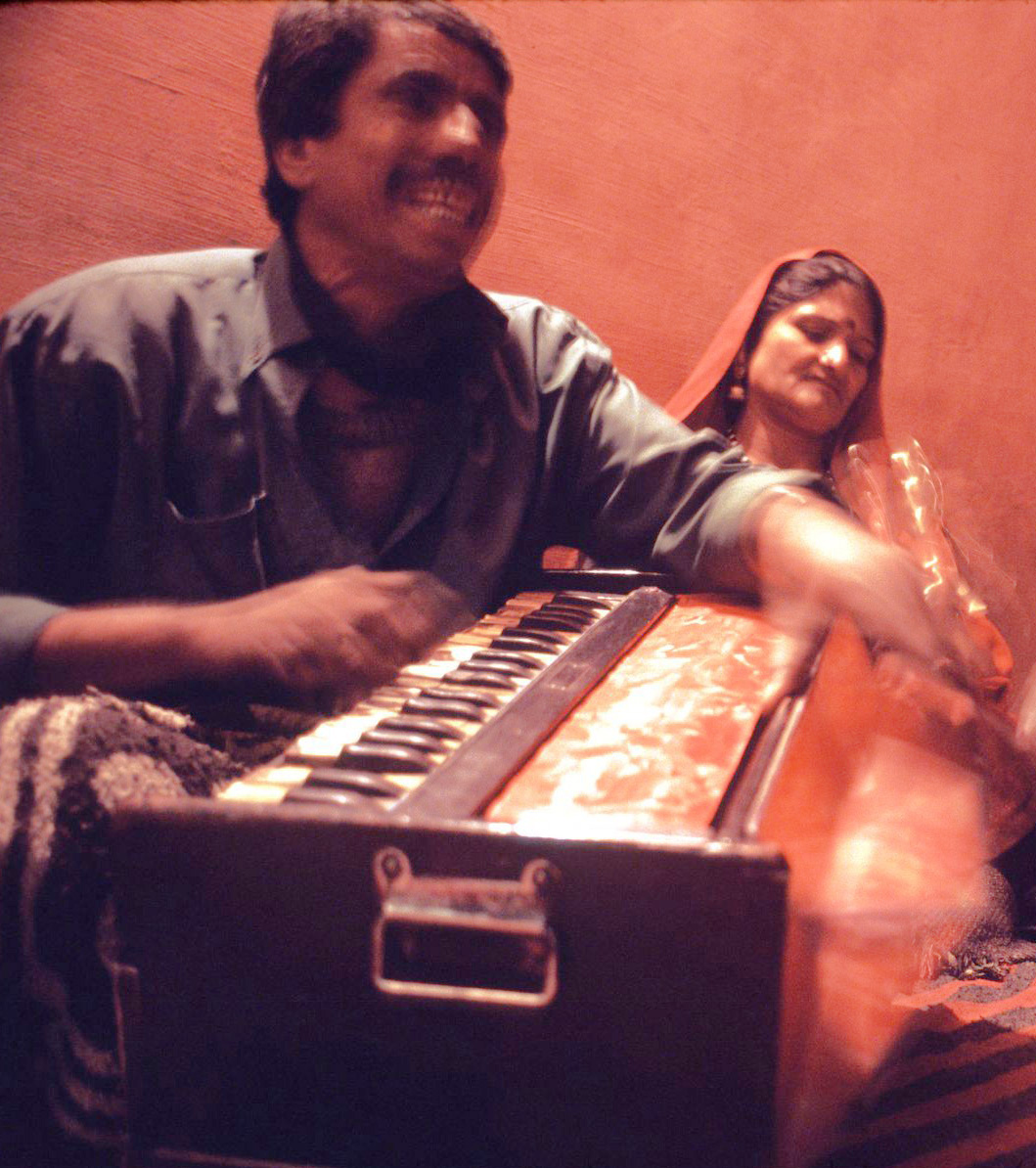
Hombre tocando el armonio. Hincha los fuelles del armonio con una mano y toca las teclas con la otra.

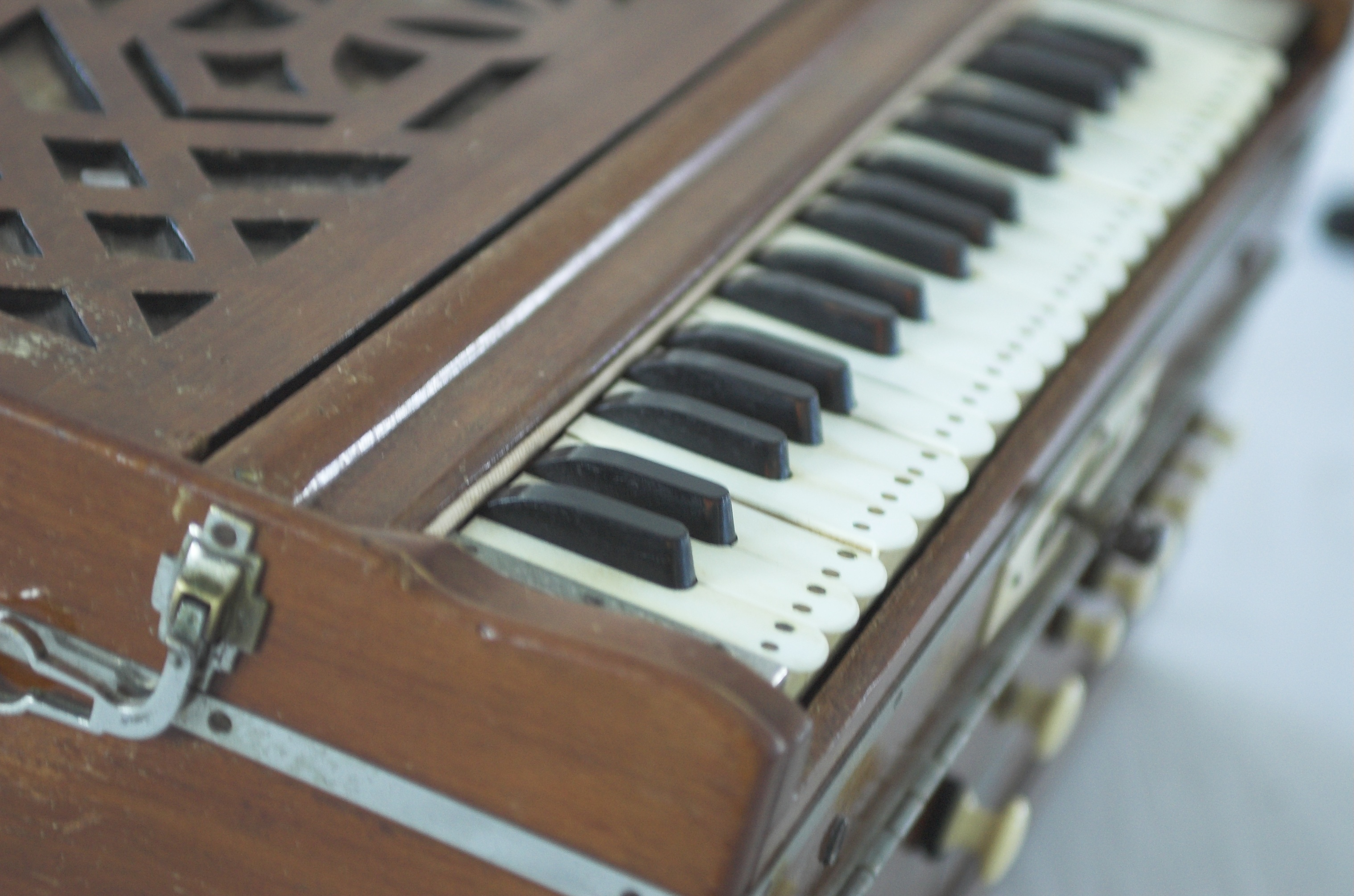
Un armonio de cerca.

Un armonio de fuelle manual es un instrumento de teclado en el que el sonido es producido por el aire que pasa por una serie de lengüetas metálicas, logrando un timbre similar al de un acordeón. La entrada de aire se produce por medio de un fuelle accionado manualmente por el ejecutante. Es un instrumento muy usado en las músicas popular, folclórica, religiosa y clásica de India, Pakistán, Nepal y Afganistán. Aunque derivado de diseños franceses, ha tenido un desarrollo de fabricación en India.

## Historia
A mediados del siglo XIX, misionarios trajeron armonios franceses de fuelle manual al subcontinente indio. El instrumento se volvió rápidamente popular ahí: era portátil, confiable en su entonación y fácil de aprender. Se ha mantenido popular hasta el presente, tocándose en variados géneros musicales del subcontinente.
Muchos de los instrumentos tradicionales de India son tocados con el músico sentado en el piso, atrás del instrumento o sosteniéndolo con las manos. En la música occidental, siendo basada en la armonía, se podía utilizar otra mano para realizar acordes en el teclado, así que el uso de pedales de suministro de aire fue la mejor solución; mientras que en la música india, no estando basada en acordes, solo necesitaba una mano para tocar la melodía, usando la otra mano libre para activar el fuelle. 
El armonio se ha convertido en el instrumento seleccionado para acompañar muchos de los géneros vocales de la música clásica del norte de India, aunque algunos conocedores siguen prefiriendo el sarangi como acompañamiento del canto khyal. Un uso de música devocional es en bhajan y kirtan de los templos hinduistas y mandires sijes, y es parte integral de la música islámica India, Pakistán, Nepal y Afganistán. El armonio es comúnmente acompañado con tabla o dholak.